# Університет Вашингтону
Університет Вашингтону (англ. University of Washington) — університет, заснований у місті Сіетлі 1861 року за підтримки адміністрації штату Вашингтон. За кількістю студентів (бл. 43 тисяч) та бюджету (3100 млн доларів, 2005) є найбільшим на північному заході США.
Університетські будівлі згруповані навколо Червоної площі, на яку виходить неоготична бібліотека Сюзалло. При університеті діють художня галерея ім. Генрі та музей природної історії ім. Берка. Будівництво нових корпусів університету здійснюється за підтримки Білла Гейтса та Пола Аллена, батьки яких викладали в університеті.
Вашингтонський університет займає високі місця в рейтингах, 52-ге за національною, 25-те за інформацією видання The Times Higher Education і 16-те за даними Академічного рейтингу університетів світу (ARWU). ARWU щорічно відносить Університет Вашингтону до 20 найкращих університетів світу з моменту свого першого випуску.
Університет має три кампуси. Головний кампус розташувався в Сієтлі, в той час як два інших в Ботеллі і Такомі. Університет розташувався в мальовничому місці, навколо можна побачити океанські затоки, величні гори, парки, сквери та водойми.
Дев'ять випускників Вашингтонського університету були удостоєні Нобелівської премії (станом на 2013 рік). В академічному рейтингу університетів світу він займає 16-те місце (2008). 1961 року в університеті почав діяти експериментальний ядерний реактор.

## Відомі випускники та викладачі
- Лінда Бак — американський біолог, лауреат Нобелівської премії з фізіології та медицини (2004).
- Таррелл Вайлі — американський тибетолог.
- Девід Вайнленд — американський фізик, лауреат нобелівської премії з фізики 2012 року.
- Ед Вістурс — американський альпініст.
- Торстен Гегерстранд — шведський географ.
- Ліланд Гартвелл — американський вчений, президент і директор Онкологічного дослідницького центру Фреда Гатчінсоналауреат Нобелівської премії з фізіології і медицини 2001 року.
- Торстен Гегерстранд — американський бактеріолог і генетик, лауреат Нобелівської премії з фізіології і медицини 1969 року.
- Філіп Гауґе Абельсон — американський фізик та геохімік.
- Гришко Василь Іванович — український письменник, публіцист, редактор, політичний діяч, учасник підпілля ОУН.
- Джей Стіллсон Джуда — американський історик релігії, бібліотекознавець.
- Симон Зі — американський інженер.
- Джеймс Кевізел — американський кіноактор.
- Стенлі Коен — американський біохімік, лауреат Нобелівської премії з фізіології і медицини 1986 року.
- Вінфред Леманн — американський мовознавець.
- Деніел Натанс — американський мікробіолог, лауреат Нобелівської премії в галузі медицини та фізіології 1978 року.
- Едвард Олбі — американський драматург.
- Поппе Микола Миколайович — російський мовознавець, фахівець з алтайських мов.
- Мартін Родбелл — американський біохімік і молекулярний ендокринолог. Лауреат Нобелівської премії з фізіології та медицини 1994 року.
- Ерл Сазерленд — американський фізіолог, лауреат Нобелівської премії з фізіології та медицини 1971 року.
- Джордж Стіглер — американський економіст, лауреат Нобелівської премії з економіки.
- Іван Таслімсон — архітектор, виконавчий продюсер Голлівуд.
- Вальтер Тіррінґ — австрійський фізик-теоретик.
- Анна Фаріс — американська кіноакторка.
- Елізабет Аєр — американська архітекторка.